# Penstemon smallii
Penstemon smallii är en grobladsväxtart som beskrevs av Heller. Penstemon smallii ingår i släktet penstemoner, och familjen grobladsväxter. Inga underarter finns listade i Catalogue of Life.

## Bildgalleri

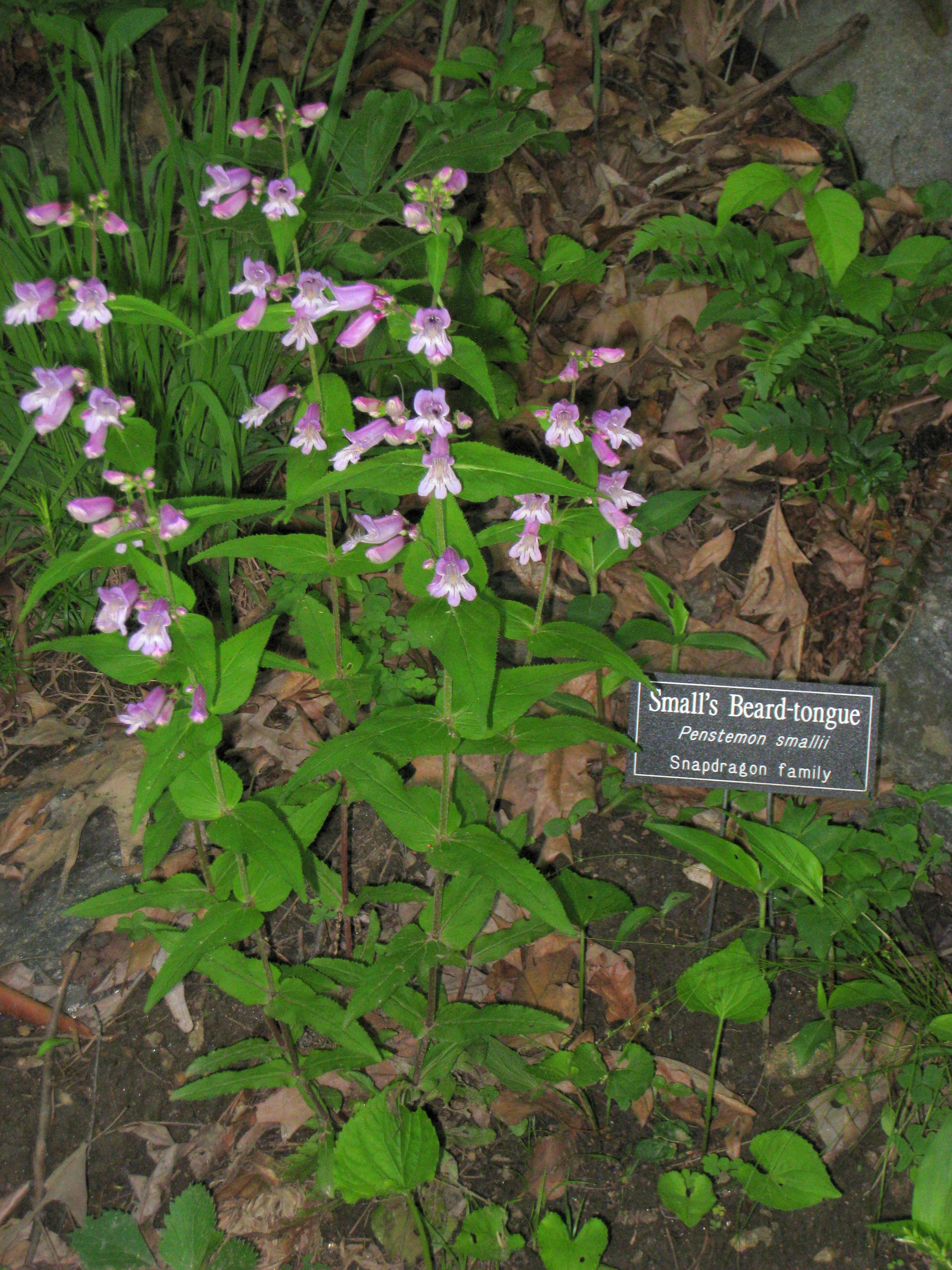
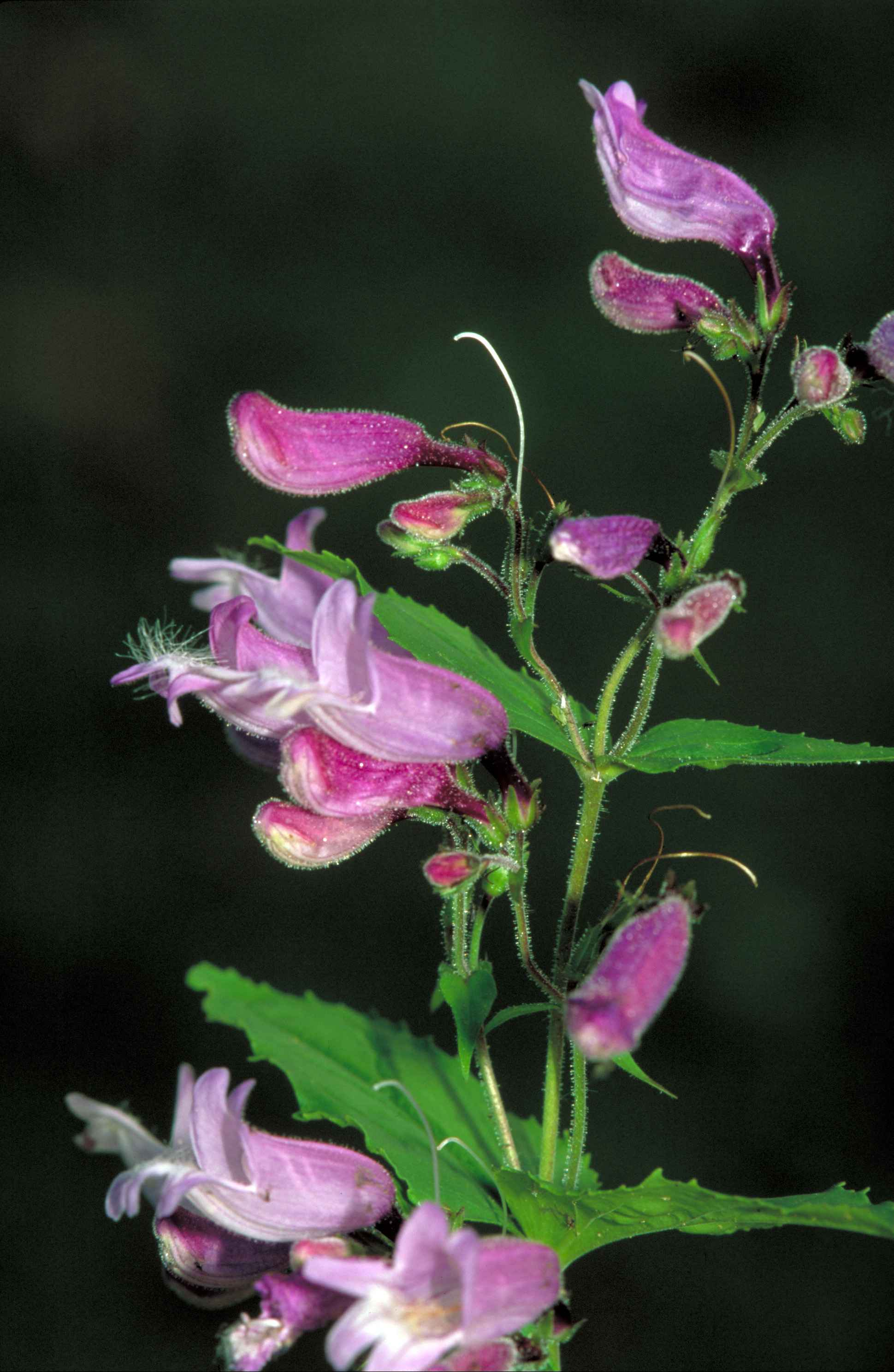